# كاشان
 كاشان أو كما تعرف في المصادر العربية قاسان تُعرف مدينة كاشان أنها رابع أهم مدينة إيرانية من حيث وجود الآثار التاريخية فيها بعد أصفهان وشيراز ويزد، فهي عريقة في التاريخ ورائدة في الفن المعماري الإيراني.
كما أن كاشان تُعرف عالمياً بسجّادها الذي تصنعه أنامل نسائها في أغلب بيوتها، فضلاً عن مصانع السجّاد الحديثة الموجودة في هذه المدينة.
وبالرغم من وجود الأحياء والمباني والأسواق والشوارع الحديثة في كاشان، إلاّ أنها لا زالت تحتضن الأزقة القديمة الطويلة المتعرّجة، والأحواض والمعابر الهوائية والأقبية العميقة المنتهية إلى عيون المياه العذبة، وكذلك تزخر المدينة بالعشرات من المساجد القديمة والمراقد والمدارس الدينية التي شُيّدت قبل عدة قرون من الزمن.

## الموقع
تقع مدينة كاشان عند حافة صحراء كبيرة تشغل معظم وسط إيران، وهي ثاني أكبر مدينة في محافظة أصفهان بعد أصفهان. وتقع عند طول شرقي 51 درجة و 27 دقيقة وعرض شمالي 33 درجة و 59 دقيقة. وتحدّها مدينة قمّ من الشمال والشمال الغربي، والصحراء الكبرى من الشرق والشمال الشرقي، ومدينة أردستان من الشرق، ومدينة أصفهان من الجنوب، ومدينتا گلبايگان ومَحلاّت من الغرب.
تبعد مدينة كاشان عن طهران بحوالي 220 كيلو متراً إلى الجنوب منها، وعن مدينة قمّ بحوالي 90 كيلو متراً، وعن أصفهان بحوالي 150 كيلو متراً.
نتيجة لموقع المدينة الجغرافي، ووجودها في مهبّ الرياح الصحراوية الحارة والأعاصير الموسمية التي تهبّ من الصحراء، فإن طقسها يتميّز بالتغيّر خلال فصول السنة، وهو عموماً بارد جافّ في الشتاء، وحارّ بشدة في الصيف.
تقع مدينة كاشان على مفترق أهم الطرق التجارية في إيران، حيث يمرّ بها الطريق البري التجاري الذي يربط طهران بمدن وسط وجنوب إيران، وكذلك تقع على الخط الحديدي الذي يربط العاصمة بأصفهان ويزد و كرمان، لذلك فهي مهمة أيضاً من هذه الناحية.
هذا وإنّ كاشان تعتبر أيضاً من المناطق الصناعية المهمة في إيران، حيث يوجد فيها أكبر مصانع السجّاد الإيراني والنسيج، بالإضافة إلى وجود عدد من الكليّات والمعاهد الصناعة والهندسية. كما تُعرف المدينة بمحاصيلها الزراعية وإنتاجها الغذائي، حيث يوجد فيها أيضاً عدد من الصناعات الغذائية والتعليب.

## تسميتها
حول أسباب تسمية المدينة بـ (كاشان) هناك العديد من الآراء التي ذكرها المؤرّخون والمستشرقون وعلماء الآثار، نذكر بعضها هنا:
1 ـ يعود سبب التسمية إلى أنّ المدينة كانت تعتبر خلال القرون التاريخية القديمة مركزاً لصناعة أفضل أنواع الآجُر والبلاط والموزاييك الملوّن، يُسمى بالفارسية (كاشي) ـ وتعريبه: قاشاني ـ لذا سُمّيت المدينة بـ (كاشيان) أو (كاشان).
2 ـ مجموعة من علماء التنقيب والآثار بعد أن أنهَوا أعمال التنقيب الأثري في تلال (سيلك) بالقرب من المدينة، توصّلوا إلى هذه النتيجة، وهي أن اسم (كاشان) مشتقّ من كلمة (كاشو) أو (كاسو). وهو اسمُ قوم قدماء كانوا يعيشون في بلاد ما بين النهرين قبل أن يهاجروا إلى هذه المنطقة، وعُرفت منطقتهم فيما بعد (كاسيان) أو (كاشان).
3 ـ اعتبر مَلِكُ الشعراء بَهار في ديوانه أن سبب تسمية (كاشان) يعود إلى معناه وهو (معبد) أو (مكان إقامة محافل أو طقوس العبادة).
4 ـ ذكر مؤلف كتاب (معجم المصطلحات الفارسية في اللغة العربية): تطلق كلمة (كاشان) على البيوت الصيفية المبنية من الخشب.
5 ـ ذكر مؤلف كتاب (الآثار التاريخية في كاشان ونَطَنْز): أن أول مركز عمراني شُيّد بأمر من الملوك الأسطوريين عند حافة نبع (فين) في هذه المنطقة، وسمّوه (كي آشيان): أي مكان الحكام.

## نبذة تاريخية
تحتفظ مدينة كاشان في ذاكرتها أنّها من أقدم الحضارات الإنسانية التي شهدتها الكرة الأرضية. حيث إن الأعمال التنقيبة التي قام بها علماء الآثار التاريخية في تلال (سيلك) التي تبعد ثلاث كيلومترات عن المدينة الحالية، أشارت إلى وجود حضارة قديمة في هذه المنطقة، تعود إلى الألف السابع وحتى الرابع قبل الميلاد، وقد شهدت بروز فنون مختلفة منها المعمارية.
وتحتفظ منطقة كاشان بمبانٍ تاريخية تعود إلى العهد الساساني. حيث إن وجود أطلال معبدَيْ (نياسرو وخرم دشت) تؤكد على أن هذه المنطقة كانت لها مكانة كبيرة في العهد الساساني.
فضلاً عن ذلك، فإن المصادر التاريخية الإسلامية ذكرت أن كاشان في أواخر العهد الساساني (قبل الإسلام) كانت مدينة كبيرة وعامرة وذات مكانة اقتصادية مهمة وخاصة.
ودخل الإسلام إلى كاشان كغيرها من المناطق الإيرانية في الصدر الإسلامي الأول.
ضَربت كاشان هزتان أرضيتان شديدتان في عامي 346 و 347 للهجرة، مما أدّى إلى تدميرها بالكامل، إلا أن عدة مبانٍ ظلت من تلك الحقبة مثل (بقعة قاضي أسد) ومحلّة (الساحة القديمة) والمسجد الجامع.
واستعادت كاشان مكانتها السابقة في العصر السلجوقي؛ حيث انتشرت فيها مختلف الفنون، مثل صناعة الوسائل الخزفية والبلاطات المزخرفة، كما شُيّدت قلعة في جنوب المدينة في عهد جلال الدين مَلِكْشاه (465 ـ 485 للهجرة)، تُعرف اليوم بقلعة جلالي.
بعد فترة من الزمن أُحيطت المدينة بسور حصين بفضل جهود مجد الدين عبيدالله، حيث يمكن اليوم مشاهدة بقايا هذا الأثر التاريخي في الأجزاء الجنوبية من المدينة.
وأُصيبت كاشان خلال حملات المغول بأضرار كبيرة، إلاّ أن المدينة أصبحت في عهد الإيلخانيّين من أهم المراكز الصناعية في إيران، حيث شُيّدت مبانٍ جديدة ورُمِّمت الخرائب، بحيث كتب (فريرا ودوريك) حول رحلة قاما بها إلى المدينة في عام 721 للهجرة ما يلي:

«بالرغم من أن جزءاً كبيراً من مدينة كاشان دُمّر إثر غزو المغول للمدينة، إلاّ أنها رُمِّمت ثانية والمدينة تبدو عامرة، وفيها الكثير من الخيرات».
يمكن اعتبار العصر الصفوي أوج ما وصلت إليه مدينة كاشان من فن وإعمار ووسعة. وبالرغم من أنّ أصفهان كانت عاصمة الصفويين، إلاّ أن السلاطين الصفويين كانوا يقضون الكثير من وقتهم في مدينة كاشان. ومع توسع السوق في المدينة ازداد تردّد التجّار الإيرانيين والأجانب عليها.
كذلك فإن صناعة الغزل والنسيج تقدمت كثيراً في هذه المرحلة، حيث أنتجت المصانع والورش والبيوت الكاشانية أجمل وأروع الأقمشة الحريرية والكتانية وغيرها، فضلاً عن إنتاج أنفس أنواع السجّاد الصوفي والحريري.
كما أن صناعة الأواني الحزفية والمعدنية والبلاطات السيراميكية المزخرفة قد نمت وتطوّرت في هذا العهد، بعد سنوات من الركود والتوقف.

وهكذا فإن كاشان تبدو اليوم مدينة زاهرة حاملة معها تراث الماضي وعراقة الحاضر وأمل المستقبل المشرق.

## المخطط المعماري التاريخي لمدينة كاشان
من ينظر إلى الواقع المعاصر لمدينة كاشان يبدو أمامه المخطّط المعماري التاريخي القديم للمدينة، فضلاً عن وجود آثار كثيرة لنشاطات واسعة وعامة في الفنون المعمارية التي كانت منتشرة في هذه المدينة، وهي مختلطة مع الظروف الإقليمية التي كانت سائدة عبر التاريخ، والممزوجة مع الفنون التقليدية والمصالح الخاصة لهذه المنطقة.
يمثّل السوق الرئيسي مركز المخطط المعماري التاريخي للمدينة، حيث تتوزع المحلات والمناطق السكنية على أطرافه، وهذه المحلات تتكون من مجموعة من الأزقّة الضيّقة المتشابكة المتعرّجة التي تنتهي بساحة واسعة بدورها تتفرع إلى أزقة وحارات وهكذا.
وكل محلة يوجد فيها مسجد وحسينية ومخزن للماء وحمّام وسوق صغير، ويزداد عدد هذه المراكز مع زيادة مساحة المحلة.
كذلك فإن المنازل السكنية متلاصقة مع بعضها، وتحيط بها جدران مرتفعة، وأغلبها ذات مساحة كبيرة تتكون من غرف مخصصة للشتاء وأُخرى للصيف.
ولا تزال المدينة تحتفظ بهذا المخطط رغم قدمه، لا سيما في المناطق المركزية منها، بالطبع مع دخول التحديث والتجديد عليها، فضلاً عن المحلات والأحياء الحديثة التي شُيّدت طبقاً للمقاييس والمخططات المعمارية الحديثة.

## الآثار التاريخية

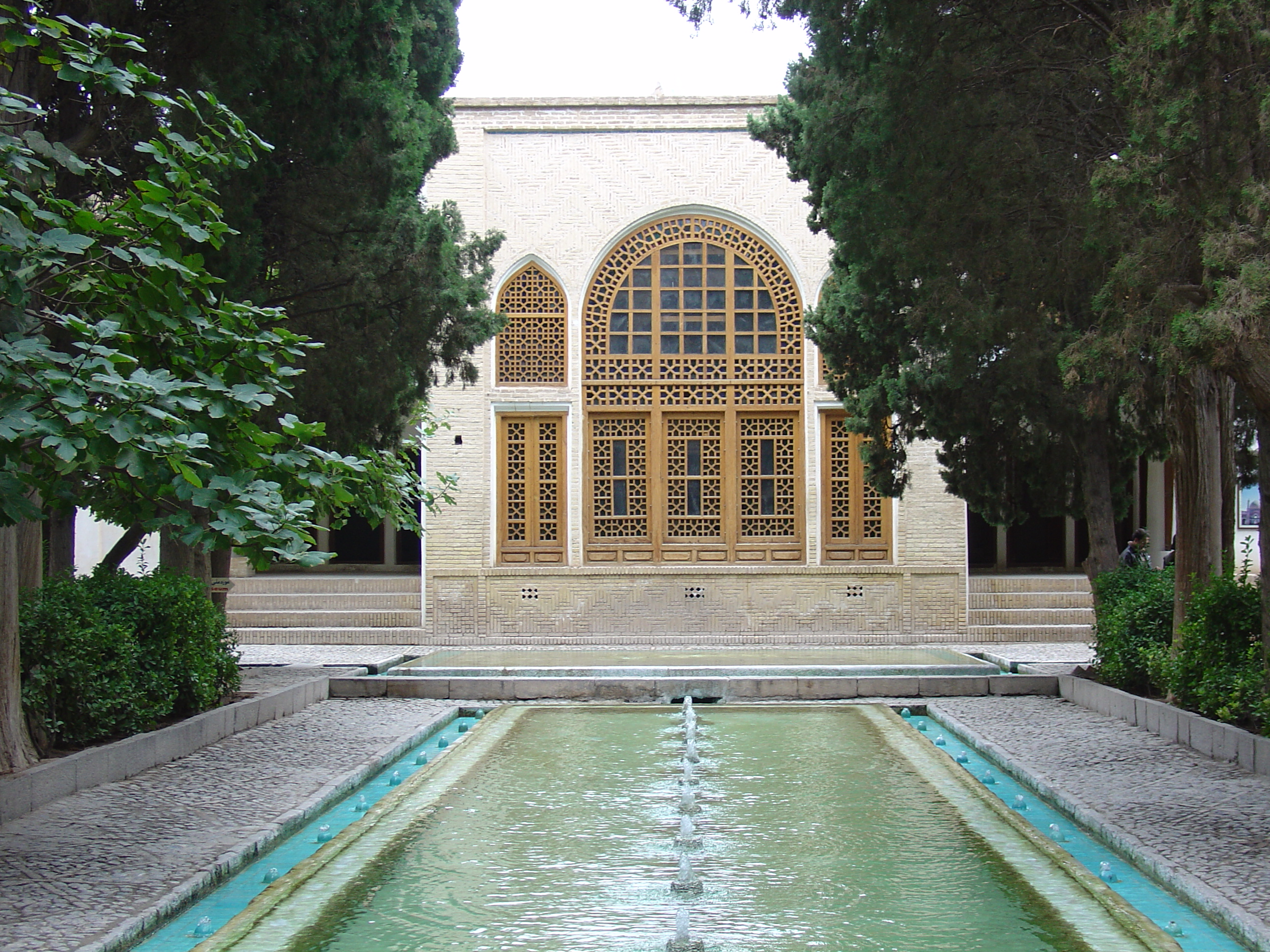
صورة لحديقة فين.

لا شك أن مدينة كاشان تأتي في المرتبة الرابعة بعد أصفهان وشيراز ويزد، من حيث كثرة وجود الآثار والمباني التاريخية.
لذلك اهتمّ بها الباحثون والعلماء عبر التاريخ من داخل إيران وخارجها، حيث ذكرها هؤلاء في كتبهم باعتبارها كنزاً يحتفظ بالآثار التاريخية.
من ذلك بقعة السلطان مير أحمد التي تقع في محلة بالاسم نفسه. وهي تعتبر من آثار العصر الصفوي. وفي المبنى قبّة هرمية الشكل، ومنارتان وصحن واسع وإيوان واحد، وتؤدي إلى الخارج عبر خمسة أبواب خشبية كبيرة ونفيسة. ويعود تاريخ بناء هذه البقعة إلى عام 941 للهجرة، كما يعود تاريخ بناء هذه الأبواب إلى أعوام 941 و 931 و 915 و 1241 للهجرة.
وهناك بقعة السلطان عطا بخش التي تقع خارج المدخل القديم للمدينة باتجاه أصفهان في شارع (الملاّ حبيب الله شريف). ويعود البناء الأول للبقعة إلى عصر آل بُوَيْه، كما ذكر علماء الآثار.
وهناك بقعة چهل دُخْتَران التي تقع إلى الغرب من بقعة السلطان مير أحمد بمسافة 100متر، وهي من آثار القرن الثامن الهجري، وقد زُيّنت قبّتها بالآجرّ المزخرف.
وهناك بقعة الأمير إبراهيم التي تقع في جانب من شارع أمير كبير، وهي من آثار العصر القاجاري. تعلو البقعة قبّة مزيّنة بالآجُرّ من الداخل، تحيط بها منارتان مرتفعتان، ويتوسّطها صحن كبير جميل، ويرتبط به إيوان مزيّن بالمرايا والرسوم.
وهناك بقعة وتكية طاهر ومنصور التي تعتبر من أهم تكايا كاشان التاريخية، وتقع في منطقة تحمل الاسم نفسه. وإذا أخذنا ما ذُكر في تاريخ قُمّ فإن البقعة تضم رفات السيد طاهر بن أبي القاسم بن زيد بن الحسن بن علي عليه السّلام ونجله أبي المنصور.
تعلو البقعة قبّة ومنارة مزينة بالبلاط المزخرف، ذكر في اللوحة الكتابية الموجودة عليها أن المبنى يعود لعام 1110 للهجرة.
وهناك بقعة مير يشانة التي تقع في أحد أزقّة شارع محتشم باسم زقاق باقبان. وتعتبر من آثار العصر الصفوي؛ والمبنى مزيّن بلوحة كتابية مصنوعة من حجر الظفر.
وهناك بقعة حبيب بن موسى التي تعتبر من المزارات القديمة المهمة في المدينة، حيث يعود بناؤها الأصلي إلى القرن السابع الهجري، وأُعيد ترميمه في العصر الصفوي. تعلو البقعة قبة ومنارتان ويتوسطها إيوان وصحن. ومرقد حبيب بن موسى الذي يتوسط البقعة مزيّن بآجر مزخرف نفيس ومذهب، يعود إلى العصر المغولي.
وبالإضافة إلى البقاع الموجودة داخل المدينة التي ذُكرت آنفاً، فإن هناك العديد من البقع التي تحيط بالمدينة في الأرياف والقرى المحيطة بها. منها بقعة السلطان علي بن محمد باقر في مشهد أردهال، وبقعة بيرداود، وبقعة بابا أفضل في مرق، وبقعة بي بي شاه زينب تبعد عن المدينة بثلاثين كيلومتراً، وبقعة السيد محمد الصانع ومحمد إسماعيل في قرية أزوار، وبقعة السيد محمد الأوسط في جوشقان، ومقبرة محتشم وغيرها.
وهناك مسجد مير عماد الذي يقع إلى الجنوب من ساحة فيض وإلى جانب السوق الكبير، وكان قد شُيِّد عام 868 للهجرة في عهد جهانشاه قرا قويونلو، من قِبل وزيره الخواجة عماد الدين محمود.
للمسجد باب كبير ونفيس وجميل، ويوجد فيه أيضاً منبر تاريخي مزيّن يعود إلى عهد السلطان أبي سعيد كوركان. يحتوي المسجد على نصوص أوامر ملكية منقوشة على ألواح حجرية.
وهناك مسجد وزير الذي يعود بناؤه إلى عهد الشاه عباس الثاني الصفوي، حيث شُيّد عام 1055 للهجرة، ويتكون المسجد من صحن كبير وأواوين مزينة بالبلاطات المزخرفة.
وهناك المسجد الجامع الذي يعتبر من أقدم المباني التاريخية في كاشان. وتعلو المسجد قبة مصنوعة من الآجر، ويتوسطه إيوان واسع وصحن كبير وفسحات شتائية وصيفية. ويعود بناؤه إلى العصر السلجوقي، ولم يبق منه سوى المنارة.
وهناك مسجد ومدرسة آقا، وهي من المدارس المعروفة في كاشان. وتعتبر القبة والمنارة من أعلى المباني التاريخية في المدينة. وقد شُيّدت المدرسة عام 1248 للهجرة، من قبل الحاج محمد تقي خانبان. تقع المدرسة والمسجد في شارع فاضل راقي وسط المدينة، وتحتوي على فسحات شتائية وأواوين وصحن جميل بطابقين، وحجرات متعددة.
وهناك مجمع قلعة جلالي وهو من آثار السلطان جلال الدين مَلِكْشاه السلجوقي (455 ـ 456 هـ). ويقع في الجهة الغربية من المدينة. يحيط بالقلعة سور ضخم ومرتفع مع ثمانية أبراج دائرية عالية.
وهناك سور كاشان القديم الذي يقع في الجنوب الغربي من المدينة، ولم يبق سوى القسم الجنوبي الشرقي منه، بين المدخل المؤدّي إلى أصفهان وباب (فِين) على شكل أبراج دائرية.
وتزخر كاشان بمجموعة أُخرى من الآثار التاريخية، بالإضافة إلى ما ذكرناه آنفاً، منها عدد كبير من الحمّامات الآثرية القديمة، مثل حمّام مير عماد، وحمّام خان، وحمّام السلطان مير أحمد، وحمّام ملاّ قطب الذي شيّده مولانا قطب الدين محمد أحد علماء القرن العاشر الهجري في عام 966 للهجرة.
وكذلك مجموعة الأسواق القديمة الأثرية في كاشان التي تقع في مركز المدينة، والتي شُيّدت طبقاً للفنّ المعماري القديم على شكل أسواق متداخلة.
يعود البناء للأسواق إلى العصر الصفوي، إلاّ أنّه دُمّر إثر زلزال عام 1192 للهجرة، وأُعيد ترميمه بعد ثلاث سنوات، كما تمّ توسيعه في عهد السلطان فتح علي شاه.
كذلك يوجد في كاشان العديد من البيوت الأثرية الواسعة والقديمة ذات القاعات الكبيرة المزينة بالزخارف والمرايا والرسوم، ويعود بعضها إلى العصر القاجاري، والبعض الآخر إلى العصر الصفوي.
بالإضافة إلى ما ذكرناه من آثار تاريخية يؤمّها الناس بالآلاف سنوياً، فإن مدينة كاشان تزخر بالعشرات من مراكز الترفيه والاستجمام التي يرتادها سكان المدينة والضيوف، لا سيما في أيام العطل، منها مجموعة من المنتزهات والحدائق، منها (بستان فِين) الذي يُعتبر من الآثار التاريخية المهمة في المدينة، حيث يعود إلى العصر الصفوي. كذلك شُيّد في البستان متحف كبير يضم الكثير من الفنون التقليدية والأثرية والأزياء الشعبية.
كاشان تُعرف بصناعاتها اليدوية ومنسوجاتها الحريرية، كذلك بالسجّاد الكاشاني ذي الشهرة العالمية، فضلاً عن اشتهار المدينة بماء الورد، ولا سيما منطقة (قَمْصَر) القريبة من كاشان، حيث يتمتع أيضاً بشهرة عالمية.

## أعلام المدينة
- غياث الدين الكاشي (1380 - 1429) : عالم فلك ورياضيات مسلم، اشتهر بقانون جيب التمام.
- الفيض الكاشاني (1598 - 1680): فقيه ومحدث ومفسر ومتكلم وفيلسوف شيعي إمامي.
- صبا الكاشاني (1765 - 1822): أديب وسياسي فارسي.
- كمال الملك (1847 - 1940): رسام إيراني.
- يديديا شوفط (1908 -2005): الحاخام الأكبر ليهود الفرس.
- محمد إمامي كاشاني (1931 - 2024): عالم دين وسياسي إيراني.
- إحسان حاج صفي (1990 - الآن): لاعب كرة قدم في المنتخب الإيراني.